# Município de Union (condado de Union, Ohio)
O município de Union (em inglês: Union Township) é um município localizado no condado de Union no estado estadounidense de Ohio. No ano de 2010 tinha uma população de 1.763 habitantes e uma densidade populacional de 18,9 pessoas por km².

## Geografia
O município de Union encontra-se localizado nas coordenadas 40° 08′ 25″ N, 83° 26′ 07″ O. Segundo a Departamento do Censo dos Estados Unidos, o município tem uma superfície total de 93.27 km², da qual 92,2 km² correspondem a terra firme e (1,14 %) 1,06 km² é água.

## Demografia
Segundo o censo de 2010, tinha 1.763 habitantes residindo no município de Union. A densidade populacional era de 18,9 hab./km². Dos 1.763 habitantes, o município de Union estava composto pelo 96,99 % brancos, o 0,62 % eram afroamericanos, o 0,4 % eram amerindios, o 0,51 % eram asiáticos, o 0,06 % eram de outras raças e o 1,42 % eram de uma mistura de raças. Do total da população o 0,74 % eram hispanos ou latinos de qualquer raça.